# Boughéra El Ouafi
Ahmed Boughéra El Ouafi (in arabo أحمد بوغيرا العوافي‎?; Ould-Djleb, 15 ottobre 1899 – Saint-Denis, 18 ottobre 1959) è stato un maratoneta francese.

## Biografia
Ai Giochi della IX Olimpiade vinse l'oro nella maratona ottenendo un tempo migliore del cileno Manuel Plaza (medaglia d'argento) e del finlandese Martti Marttelin.

## Palmarès
| Anno | Manifestazione  | Sede      | Evento   | Risultato | Misura   | Note |
| ---- | --------------- | --------- | -------- | --------- | -------- | ---- |
| 1928 | Giochi olimpici | Amsterdam | Maratona | Oro       | 2h32'57" |      |